# Stanley-Cup-Playoffs 1996
Die Playoffs um den Stanley Cup des Jahres 1996 begannen am 16. April 1996 und endeten am 10. Juni 1996 mit dem 4:0-Sieg der Colorado Avalanche gegen die Florida Panthers. Die Avalanche, die erst zu dieser Saison aus Québec nach Denver umgesiedelt worden war, gewann somit den ersten Stanley Cup der Franchise-Geschichte bei der zugleich ersten Finalteilnahme. Zudem stellte Colorado mit ihrem Mannschaftskapitän Joe Sakic den Topscorer sowie den mit der Conn Smythe Trophy ausgezeichneten Most Valuable Player dieser post-season. Zudem wurden die Russen Waleri Kamenski und Alexei Gussarow sowie der Schwede Peter Forsberg mit dem Erfolg in den Triple Gold Club aufgenommen. Die unterlegenen Panthers hingegen – als 1993 gegründetes und somit ebenfalls „junges“ Team – standen ebenso in ihrem Stanley-Cup-Finale.
Die New Jersey Devils wurden zum dritten Team seit der großen Expansion von 1967, das als amtierender Stanley-Cup-Sieger die folgenden Playoffs verpasste.

## Modus
Nachdem sich aus jeder Conference die beiden Divisionssieger sowie die sechs weiteren punktbesten Teams der Conference qualifiziert haben, starten die im K.-o.-System ausgetragenen Playoffs. Dabei trifft der punktbeste Divisionssieger auf das achte und somit punktschlechteste qualifizierte Team, die Nummer 2 dieser Rangliste auf die Nummer 7 usw. Durch diesen Modus ist es möglich, dass eines oder mehrere qualifizierte Teams mehr Punkte als einer der Divisionssieger erzielt haben. Das gleiche Prinzip wird zur Bestimmung der Begegnungen der zweiten Playoff-Runde genutzt.
Jede Conference spielt in der Folge im Conference-Viertelfinale, Conference-Halbfinale und im Conference-Finale ihren Sieger aus, der dann im Finale um den Stanley Cup antritt. Alle Serien jeder Runde werden im Best-of-Seven-Modus ausgespielt, das heißt, dass ein Team vier Siege zum Erreichen der nächsten Runde benötigt. Das höher gesetzte Team hat dabei in den ersten beiden Spielen Heimrecht, die nächsten beiden das gegnerische Team. Sollte bis dahin kein Sieger aus der Runde hervorgegangen sein, wechselt das Heimrecht von Spiel zu Spiel. So hat die höher gesetzte Mannschaft in den Spielen 1, 2, 5 und 7, also vier der maximal sieben Spiele, einen Heimvorteil. Der Sieger der Eastern Conference wird mit der Prince of Wales Trophy ausgezeichnet und der Sieger der Western Conference mit der Clarence S. Campbell Bowl.
Bei Spielen, die nach der regulären Spielzeit von 60 Minuten unentschieden bleiben, folgt die Overtime. Sie endet durch das erste erzielte Tor (Sudden Death).

## Qualifizierte Teams
| Atlantic Division - (1) Philadelphia Flyers - (3) New York Rangers - (4) Florida Panthers - (7) Washington Capitals - (8) Tampa Bay Lightning Northeast Division - (2) Pittsburgh Penguins - (5) Boston Bruins - (6) Canadiens de Montréal | Central Division - (1) Detroit Red Wings - (3) Chicago Blackhawks - (4) Toronto Maple Leafs - (6) St. Louis Blues - (8) Winnipeg Jets Pacific Division - (2) Colorado Avalanche - (6) Calgary Flames - (7) Vancouver Canucks |

## Playoff-Baum
|  | Conference-Viertelfinale                              | Conference-Viertelfinale | Conference-Viertelfinale |                    | Conference-Halbfinale | Conference-Halbfinale | Conference-Halbfinale |                  |                   | Conference-Finale | Conference-Finale | Conference-Finale |  |  | Stanley-Cup-Finale | Stanley-Cup-Finale | Stanley-Cup-Finale |
|  |                                                       |                          |                          |                    |                       |                       |                       |                  |                   |                   |                   |                   |  |  |                    |                    |                    |
|  | 1                                                     | Philadelphia Flyers      | 4                        |                    | 1                     | Philadelphia Flyers   | 2                     |                  |                   |                   |                   |                   |  |  |                    |                    |                    |
|  | 8                                                     | Tampa Bay Lightning      | 2                        | 4                  | Florida Panthers      | 4                     |                       |                  |                   |                   |                   |                   |  |  |                    |                    |                    |
|  |                                                       |                          |                          |                    |                       |                       |                       |                  |                   |                   |                   |                   |  |  |                    |                    |                    |
|  | 2                                                     | Pittsburgh Penguins      | 4                        | Eastern Conference | Eastern Conference    | Eastern Conference    |                       |                  |                   |                   |                   |                   |  |  |                    |                    |                    |
|  | 2                                                     | Pittsburgh Penguins      | 4                        | Eastern Conference | Eastern Conference    | Eastern Conference    |                       |                  |                   |                   |                   |                   |  |  |                    |                    |                    |
|  | 7                                                     | Washington Capitals      | 2                        |                    |                       |                       |                       |                  |                   |                   |                   |                   |  |  |                    |                    |                    |
|  | 7                                                     | Washington Capitals      | 2                        | 4                  | Florida Panthers      | 4                     |                       |                  |                   |                   |                   |                   |  |  |                    |                    |                    |
|  |                                                       |                          |                          | 4                  | Florida Panthers      | 4                     |                       |                  |                   |                   |                   |                   |  |  |                    |                    |                    |
|  |                                                       | 2                        | Pittsburgh Penguins      | 3                  |                       |                       |                       |                  |                   |                   |                   |                   |  |  |                    |                    |                    |
|  | 3                                                     | 2                        | Pittsburgh Penguins      | 3                  | New York Rangers      | 4                     |                       |                  |                   |                   |                   |                   |  |  |                    |                    |                    |
|  | 3                                                     |                          |                          |                    | New York Rangers      | 4                     |                       |                  |                   |                   |                   |                   |  |  |                    |                    |                    |
|  | 6                                                     | Canadiens de Montréal    | 2                        |                    |                       |                       |                       |                  |                   |                   |                   |                   |  |  |                    |                    |                    |
|  | 6                                                     | Canadiens de Montréal    | 2                        |                    |                       |                       |                       |                  |                   |                   |                   |                   |  |  |                    |                    |                    |
|  |                                                       |                          |                          |                    |                       |                       |                       |                  |                   |                   |                   |                   |  |  |                    |                    |                    |
|  | 4                                                     | Florida Panthers         | 4                        | 2                  | Pittsburgh Penguins   | 4                     |                       |                  |                   |                   |                   |                   |  |  |                    |                    |                    |
|  | 4                                                     | Florida Panthers         | 4                        | 2                  | Pittsburgh Penguins   | 4                     |                       |                  |                   |                   |                   |                   |  |  |                    |                    |                    |
|  | 5                                                     | Boston Bruins            | 1                        | 3                  | New York Rangers      | 1                     |                       |                  |                   |                   |                   |                   |  |  |                    |                    |                    |
|  | 5                                                     | Boston Bruins            | 1                        | 3                  | New York Rangers      | 1                     | E4                    | Florida Panthers | 0                 |                   |                   |                   |  |  |                    |                    |                    |
|  | (Die Teams werden nach der ersten Runde neu gesetzt.) |                          |                          |                    |                       |                       | E4                    | Florida Panthers | 0                 |                   |                   |                   |  |  |                    |                    |                    |
|  |                                                       | W2                       | Colorado Avalanche       | 4                  |                       |                       |                       |                  |                   |                   |                   |                   |  |  |                    |                    |                    |
|  | 1                                                     | W2                       | Colorado Avalanche       | 4                  | Detroit Red Wings     | 4                     |                       | 1                | Detroit Red Wings | 4                 |                   |                   |  |  |                    |                    |                    |
|  | 1                                                     |                          |                          |                    | Detroit Red Wings     | 4                     |                       | 1                | Detroit Red Wings | 4                 |                   |                   |  |  |                    |                    |                    |
|  | 8                                                     | Winnipeg Jets            | 2                        | 5                  | St. Louis Blues       | 3                     |                       |                  |                   |                   |                   |                   |  |  |                    |                    |                    |
|  | 8                                                     | Winnipeg Jets            | 2                        | 5                  | St. Louis Blues       | 3                     |                       |                  |                   |                   |                   |                   |  |  |                    |                    |                    |
|  |                                                       |                          |                          |                    |                       |                       |                       |                  |                   |                   |                   |                   |  |  |                    |                    |                    |
|  | 2                                                     | Colorado Avalanche       | 4                        |                    |                       |                       |                       |                  |                   |                   |                   |                   |  |  |                    |                    |                    |
|  | 2                                                     | Colorado Avalanche       | 4                        |                    |                       |                       |                       |                  |                   |                   |                   |                   |  |  |                    |                    |                    |
|  | 7                                                     | Vancouver Canucks        | 2                        |                    |                       |                       |                       |                  |                   |                   |                   |                   |  |  |                    |                    |                    |
|  | 7                                                     | Vancouver Canucks        | 2                        | 1                  | Detroit Red Wings     | 2                     |                       |                  |                   |                   |                   |                   |  |  |                    |                    |                    |
|  |                                                       |                          |                          | 1                  | Detroit Red Wings     | 2                     |                       |                  |                   |                   |                   |                   |  |  |                    |                    |                    |
|  |                                                       | 2                        | Colorado Avalanche       | 4                  |                       |                       |                       |                  |                   |                   |                   |                   |  |  |                    |                    |                    |
|  | 3                                                     | 2                        | Colorado Avalanche       | 4                  | Chicago Blackhawks    | 4                     |                       |                  |                   |                   |                   |                   |  |  |                    |                    |                    |
|  | 3                                                     |                          |                          |                    | Chicago Blackhawks    | 4                     |                       |                  |                   |                   |                   |                   |  |  |                    |                    |                    |
|  | 6                                                     | Calgary Flames           | 0                        | Western Conference | Western Conference    | Western Conference    |                       |                  |                   |                   |                   |                   |  |  |                    |                    |                    |
|  | 6                                                     | Calgary Flames           | 0                        | Western Conference | Western Conference    | Western Conference    |                       |                  |                   |                   |                   |                   |  |  |                    |                    |                    |
|  |                                                       |                          |                          |                    |                       |                       |                       |                  |                   |                   |                   |                   |  |  |                    |                    |                    |
|  | 4                                                     | Toronto Maple Leafs      | 2                        | 2                  | Colorado Avalanche    | 4                     |                       |                  |                   |                   |                   |                   |  |  |                    |                    |                    |
|  | 5                                                     | St. Louis Blues          | 4                        | 3                  | Chicago Blackhawks    | 2                     |                       |                  |                   |                   |                   |                   |  |  |                    |                    |                    |

## Conference-Viertelfinale

### Eastern Conference

#### (1) Philadelphia Flyers – (8) Tampa Bay Lightning
| 16. April 1996 | Philadelphia Flyers Dale Hawerchuk (0:55) Joel Otto (5:56) Trent Klatt (6:47) John LeClair (23:41) Eric Lindros (27:32) Pat Falloon (32:01) Rod Brind’Amour (52:27) | 7:3 (3:0, 3:2, 1:1) Spielbericht Stand: 1:0 | Tampa Bay Lightning Jason Wiemer (35:08) Mikael Andersson (36:26) John Cullen (44:01) | CoreStates Spectrum, Philadelphia, Pennsylvania Zuschauer: 17.380 |

| 18. April 1996 | Philadelphia Flyers Dale Hawerchuk (1:48) | 1:2 n. V. (1:0, 0:0, 0:1, 0:1) Spielbericht Stand: 1:1 | Tampa Bay Lightning Alexander Seliwanow (44:02) Brian Bellows (69:05) | CoreStates Spectrum, Philadelphia, Pennsylvania Zuschauer: 17.380 |

| 21. April 1996 | Tampa Bay Lightning Petr Klíma (2:52) Rob Zamuner (22:56) Rob Zamuner (34:43) Brian Bellows (58:41) Alexander Seliwanow (62:04) | 5:4 n. V. (1:2, 2:1, 1:1, 1:0) Spielbericht Stand: 2:1 | Philadelphia Flyers Joel Otto (10:30) Trent Klatt (18:33) Pat Falloon (20:39) Eric Lindros (43:20) | ThunderDome, Saint Petersburg, Florida Zuschauer: 25.945 |

| 23. April 1996 | Tampa Bay Lightning Petr Klíma (29:24) | 1:4 (0:2, 1:1, 0:1) Spielbericht Stand: 2:2 | Philadelphia Flyers John LeClair (7:56) Joel Otto (12:43) Dale Hawerchuk (36:55) John LeClair (50:17) | ThunderDome, Saint Petersburg, Florida Zuschauer: 28.183 |

| 25. April 1996 | Philadelphia Flyers Mikael Renberg (11:13) Shjon Podein (21:50) Pat Falloon (41:21) John LeClair (42:43) | 4:1 (1:0, 1:0, 2:1) Spielbericht Stand: 3:2 | Tampa Bay Lightning John Cullen (57:59) | CoreStates Spectrum, Philadelphia, Pennsylvania Zuschauer: 17.380 |

| 27. April 1996 | Tampa Bay Lightning John Cullen (9:27) | 1:6 (1:3, 0:2, 0:1) Spielbericht Stand: 2:4 | Philadelphia Flyers Karl Dykhuis (5:45) Shawn Antoski (6:40) Trent Klatt (14:53) Bob Corkum (32:12) Eric Lindros (32:59) Kjell Samuelsson (45:49) | ThunderDome, Saint Petersburg, Florida Zuschauer: 27.189 |

#### (2) Pittsburgh Penguins – (7) Washington Capitals
| 17. April 1996 | Pittsburgh Penguins Petr Nedvěd (2:53) Petr Nedvěd (3:04) Ron Francis (25:47) Tomas Sandström (31:09) | 4:6 (2:1, 2:2, 0:3) Spielbericht Stand: 0:1 | Washington Capitals Peter Bondra (19:23) Sylvain Côté (36:12) Todd Krygier (39:26) Sergei Gontschar (47:58) Todd Krygier (52:26) Michal Pivoňka (59:55) | Civic Arena, Pittsburgh, Pennsylvania Zuschauer: 16.238 |

| 19. April 1996 | Pittsburgh Penguins Petr Nedvěd (3:03) Chris Joseph (3:39) Petr Nedvěd (33:54) | 3:5 (2:0, 1:3, 0:2) Spielbericht Stand: 0:2 | Washington Capitals Pat Peake (23:48) Pat Peake (32:33) Mike Eagles (34:55) Peter Bondra (51:43) Michal Pivoňka (59:08) | Civic Arena, Pittsburgh, Pennsylvania Zuschauer: 17.181 |

| 22. April 1996 | Washington Capitals Sylvain Côté (52:29) | 1:4 (0:2, 0:2, 1:0) Spielbericht Stand: 2:1 | Pittsburgh Penguins Ron Francis (8:29) Glen Murray (17:52) Dave Roche (32:33) Kevin Miller (36:00) | US Airways Arena, Landover, Maryland Zuschauer: 18.130 |

| 24. April 1996 | Washington Capitals Michal Pivoňka (13:50) Peter Bondra (27:36) | 2:3 n. V. (1:0, 1:1, 0:1, 0:0, 0:0, 0:0, 0:1) Spielbericht Stand: 2:2 | Pittsburgh Penguins Jaromír Jágr (38:42) Petr Nedvěd (48:00) Petr Nedvěd (139:15) | US Airways Arena, Landover, Maryland Zuschauer: 18.130 |

| 26. April 1996 | Pittsburgh Penguins Mario Lemieux (8:36) François Leroux (30:14) Bryan Smolinski (33:15) Jaromír Jágr (56:13) | 4:1 (1:0, 2:1, 1:0) Spielbericht Stand: 3:2 | Washington Capitals Andrew Brunette (34:51) | Civic Arena, Pittsburgh, Pennsylvania Zuschauer: 17.215 |

| 28. April 1996 | Washington Capitals Dale Hunter (21:43) Sergei Gontschar (40:50) | 2:3 (0:3, 1:0, 1:0) Spielbericht Stand: 2:4 | Pittsburgh Penguins Mario Lemieux (1:57) Jaromír Jágr (6:03) Ron Francis (12:24) | US Airways Arena, Landover, Maryland Zuschauer: 17.256 |

#### (3) New York Rangers – (6) Canadiens de Montréal
| 16. April 1996 | New York Rangers Adam Graves (7:17) Niklas Sundström (45:58) | 2:3 n. V. (1:1, 0:0, 1:1, 0:1) Spielbericht Stand: 0:1 | Canadiens de Montréal Saku Koivu (19:50) Vincent Damphousse (46:44) Vincent Damphousse (65:04) | Madison Square Garden, New York City, New York Zuschauer: 18.200 |

| 18. April 1996 | New York Rangers Sergio Momesso (36:01) Sergio Momesso (47:12) Ulf Samuelsson (52:17) | 3:5 (0:2, 1:1, 2:2) Spielbericht Stand: 0:2 | Canadiens de Montréal Vincent Damphousse (7:14) Mark Recchi (18:29) Lyle Odelein (25:43) Vincent Damphousse (56:34) Marc Bureau (59:54) | Madison Square Garden, New York City, New York Zuschauer: 18.200 |

| 21. April 1996 | Canadiens de Montréal Mark Recchi (19:00) | 1:2 (1:2, 0:0, 0:0) Spielbericht Stand: 2:1 | New York Rangers Adam Graves (15:30) Adam Graves (17:50) | Centre Molson, Montréal, Québec Zuschauer: 21.273 |

| 23. April 1996 | Canadiens de Montréal David Wilkie (17:11) Saku Koivu (49:38) Pierre Turgeon (56:16) | 3:4 (1:1, 0:3, 2:0) Spielbericht Stand: 2:2 | New York Rangers Mark Messier (12:56) Shane Churla (26:00) Adam Graves (29:04) Adam Graves (33:43) | Centre Molson, Montréal, Québec Zuschauer: 21.273 |

| 26. April 1996 | New York Rangers Jari Kurri (18:31) Brian Leetch (40:13) Alexei Kowaljow (43:03) | 3:2 (1:0, 0:0, 2:2) Spielbericht Stand: 3:2 | Canadiens de Montréal Saku Koivu (46:09) Rory Fitzpatrick (56:22) | Madison Square Garden, New York City, New York Zuschauer: 18.200 |

| 28. April 1996 | Canadiens de Montréal Mark Recchi (12:41) Pierre Turgeon (22:11) Patrice Brisebois (40:56) | 3:5 (1:4, 1:1, 1:0) Spielbericht Stand: 2:4 | New York Rangers Pat Verbeek (6:24) Adam Graves (9:16) Alexei Kowaljow (9:43) Jari Kurri (10:18) Doug Lidster (31:33) | Centre Molson, Montréal, Québec Zuschauer: 21.273 |

#### (4) Florida Panthers – (5) Boston Bruins
| 17. April 1996 | Florida Panthers Ray Sheppard (7:37) Mike Hough (8:02) Jody Hull (8:54) Jason Woolley (25:08) Ray Sheppard (29:02) Johan Garpenlöv (58:34) | 6:3 (3:1, 2:1, 1:1) Spielbericht Stand: 1:0 | Boston Bruins Rick Tocchet (15:04) Rick Tocchet (23:16) Sandy Moger (59:27) | Miami Arena, Miami, Florida Zuschauer: 14.703 |

| 22. April 1996 | Florida Panthers Ed Jovanovski (6:15) Ray Sheppard (24:15) Dave Lowry (28:31) Dave Lowry (31:40) Jason Woolley (54:41) Johan Garpenlöv (55:34) | 6:2 (1:0, 3:2, 2:0) Spielbericht Stand: 2:0 | Boston Bruins Ray Bourque (27:49) Steve Heinze (38:39) | Miami Arena, Miami, Florida Zuschauer: 14.703 |

| 24. April 1996 | Boston Bruins Shawn McEachern (38:40) Rick Tocchet (59:02) | 2:4 (0:3, 1:1, 1:0) Spielbericht Stand: 0:3 | Florida Panthers Jody Hull (0:30) Scott Mellanby (10:29) Mike Hough (12:19) Jody Hull (35:16) | FleetCenter, Boston, Massachusetts Zuschauer: 14.922 |

| 25. April 1996 | Boston Bruins Adam Oates (4:48) Jon Rohloff (25:07) Rick Tocchet (25:49) Cam Stewart (30:54) Adam Oates (45:35) Shawn McEachern (56:26) | 6:2 (1:0, 3:1, 2:1) Spielbericht Stand: 1:3 | Florida Panthers Bill Lindsay (22:49) Ray Sheppard (41:58) | FleetCenter, Boston, Massachusetts Zuschauer: 14.810 |

| 27. April 1996 | Florida Panthers Brian Skrudland (3:03) Paul Laus (8:11) Dave Lowry (36:42) Bill Lindsay (55:03) | 4:3 (2:1, 1:1, 1:1) Spielbericht Stand: 4:1 | Boston Bruins Ted Donato (16:31) Jozef Stümpel (29:33) Sandy Moger (52:29) | Miami Arena, Miami, Florida Zuschauer: 14.703 |

### Western Conference

#### (1) Detroit Red Wings – (8) Winnipeg Jets
| 17. April 1996 | Detroit Red Wings Kris Draper (42:27) Wjatscheslaw Fetissow (44:06) Greg Johnson (44:48) Paul Coffey (48:07) | 4:1 (0:1, 0:0, 4:0) Spielbericht Stand: 1:0 | Winnipeg Jets Alexei Schamnow (10:06) | Joe Louis Arena, Detroit, Michigan Zuschauer: 19.983 |

| 19. April 1996 | Detroit Red Wings Paul Coffey (6:35) Doug Brown (24:56) Kris Draper (32:26) Igor Larionow (34:49) | 4:0 (1:0, 3:0, 0:0) Spielbericht Stand: 2:0 | Winnipeg Jets | Joe Louis Arena, Detroit, Michigan Zuschauer: 19.983 |

| 21. April 1996 | Winnipeg Jets Keith Tkachuk (16:03) Chad Kilger (51:40) Eddie Olczyk (55:25) Dave Manson (58:03) | 4:1 (1:0, 0:0, 3:1) Spielbericht Stand: 1:2 | Detroit Red Wings Igor Larionow (42:39) | Winnipeg Arena, Winnipeg, Manitoba Zuschauer: 15.544 |

| 23. April 1996 | Winnipeg Jets Craig Janney (24:09) | 1:6 (0:1, 1:3, 0:2) Spielbericht Stand: 1:3 | Detroit Red Wings Wladimir Konstantinow (1:22) Igor Larionow (25:39) Wjatscheslaw Koslow (27:22) Dino Ciccarelli (39:05) Greg Johnson (45:42) Steve Yzerman (50:42) | Winnipeg Arena, Winnipeg, Manitoba Zuschauer: 15.557 |

| 26. April 1996 | Detroit Red Wings Dino Ciccarelli (28:57) | 1:3 (0:0, 1:1, 0:2) Spielbericht Stand: 3:2 | Winnipeg Jets Darrin Shannon (24:09) Dave Manson (46:52) Alexei Schamnow (59:19) | Joe Louis Arena, Detroit, Michigan Zuschauer: 19.983 |

| 28. April 1996 | Winnipeg Jets Norm Maciver (48:22) | 1:4 (0:3, 0:0, 1:1) Spielbericht Stand: 2:4 | Detroit Red Wings Wjatscheslaw Koslow (3:46) Wjatscheslaw Koslow (14:54) Steve Yzerman (16:31) Keith Primeau (59:45) | Winnipeg Arena, Winnipeg, Manitoba Zuschauer: 15.557 |

#### (2) Colorado Avalanche – (7) Vancouver Canucks
| 16. April 1996 | Colorado Avalanche Peter Forsberg (16:52) Joe Sakic (20:28) Waleri Kamenski (20:53) Sandis Ozoliņš (30:32) Peter Forsberg (36:47) | 5:2 (1:1, 4:1, 0:0) Spielbericht Stand: 1:0 | Vancouver Canucks Russ Courtnall (11:30) Esa Tikkanen (33:03) | McNichols Sports Arena, Denver, Colorado Zuschauer: 16.061 |

| 18. April 1996 | Colorado Avalanche Peter Forsberg (0:59) Mike Ricci (4:52) Sandis Ozoliņš (9:57) Joe Sakic (50:06) | 4:5 (3:2, 0:2, 1:1) Spielbericht Stand: 1:1 | Vancouver Canucks Gino Odjick (3:00) Alexander Mogilny (6:09) Trevor Linden (24:08) Martin Gélinas (30:41) Gino Odjick (42:20) | McNichols Sports Arena, Denver, Colorado Zuschauer: 16.061 |

| 20. April 1996 | Vancouver Canucks | 0:4 (0:1, 0:2, 0:1) Spielbericht Stand: 1:2 | Colorado Avalanche Peter Forsberg (11:49) Waleri Kamenski (24:19) Claude Lemieux (28:27) Scott Young (51:58) | General Motors Place, Vancouver, British Columbia Zuschauer: 18.422 |

| 22. April 1996 | Vancouver Canucks Esa Tikkanen (16:39) Jyrki Lumme (28:30) Josef Beránek (33:18) Gino Odjick (39:40) | 4:3 (1:1, 3:1, 0:1) Spielbericht Stand: 2:2 | Colorado Avalanche Mike Keane (14:43) Adam Deadmarsh (23:46) Joe Sakic (46:36) | General Motors Place, Vancouver, British Columbia Zuschauer: 18.422 |

| 25. April 1996 | Colorado Avalanche Joe Sakic (9:07) Waleri Kamenski (28:17) René Corbet (49:12) Joe Sakic (54:07) Joe Sakic (60:51) | 5:4 n. V. (1:1, 1:2, 2:1, 1:0) Spielbericht Stand: 3:2 | Vancouver Canucks Josef Beránek (15:15) Trevor Linden (34:29) Trevor Linden (35:56) Trevor Linden (50:08) | McNichols Sports Arena, Denver, Colorado Zuschauer: 16.061 |

| 27. April 1996 | Vancouver Canucks Markus Näslund (23:43) Esa Tikkanen (30:45) | 2:3 (0:0, 2:2, 0:1) Spielbericht Stand: 2:4 | Colorado Avalanche Curtis Leschyshyn (24:29) Claude Lemieux (32:06) Joe Sakic (57:18) | General Motors Place, Vancouver, British Columbia Zuschauer: 18.422 |

#### (3) Chicago Blackhawks – (6) Calgary Flames
| 17. April 1996 | Chicago Blackhawks Bernie Nicholls (4:33) Joe Murphy (15:34) Joe Murphy (27:05) Éric Dazé (40:31) | 4:1 (2:1, 1:0, 1:0) Spielbericht Stand: 1:0 | Calgary Flames Sheldon Kennedy (3:23) | United Center, Chicago, Illinois Zuschauer: 17.455 |

| 19. April 1996 | Chicago Blackhawks Gary Suter (18:09) Jeremy Roenick (33:50) Jeff Shantz (37:00) | 3:0 (1:0, 2:0, 0:0) Spielbericht Stand: 2:0 | Calgary Flames | United Center, Chicago, Illinois Zuschauer: 19.972 |

| 21. April 1996 | Calgary Flames Theoren Fleury (32:24) Theoren Fleury (41:27) Steve Chiasson (43:07) Cory Stillman (45:51) Steve Chiasson (58:50) | 5:7 (0:2, 1:3, 4:2) Spielbericht Stand: 0:3 | Chicago Blackhawks James Black (7:15) Éric Dazé (19:03) Tony Amonte (21:52) Eric Weinrich (22:29) Brent Sutter (23:17) Éric Dazé (53:12) Joe Murphy (53:40) | Canadian Airlines Saddledome, Calgary, Alberta Zuschauer: 15.229 |

| 23. April 1996 | Calgary Flames Jarome Iginla (25:53) | 1:2 n. V. (0:0, 1:0, 0:1, 0:0, 0:0, 0:1) Spielbericht Stand: 0:4 | Chicago Blackhawks Jeremy Roenick (39:51) Joe Murphy (110:02) | Canadian Airlines Saddledome, Calgary, Alberta Zuschauer: 16.629 |

#### (4) Toronto Maple Leafs – (5) St. Louis Blues
| 16. April 1996 | Toronto Maple Leafs Mats Sundin (9:49) | 1:3 (1:1, 0:0, 0:2) Spielbericht Stand: 0:1 | St. Louis Blues Shayne Corson (15:13) Brett Hull (51:13) Steve Leach (52:32) | Maple Leaf Gardens, Toronto, Ontario Zuschauer: 15.746 |

| 18. April 1996 | Toronto Maple Leafs Mike Gartner (10:24) Wendel Clark (14:42) Mats Sundin (18:40) Kirk Muller (54:10) Mats Sundin (64:02) | 5:4 n. V. (3:1, 0:2, 1:1, 1:0) Spielbericht Stand: 1:1 | St. Louis Blues Shayne Corson (16:51) Charlie Huddy (23:50) Murray Baron (38:26) Brett Hull (50:44) | Maple Leaf Gardens, Toronto, Ontario Zuschauer: 15.746 |

| 21. April 1996 | St. Louis Blues Brian Noonan (30:28) Peter Zezel (32:31) Glenn Anderson (61:24) | 3:2 n. V. (0:1, 2:1, 0:0, 1:0) Spielbericht Stand: 2:1 | Toronto Maple Leafs Kirk Muller (16:04) Mark Kolesar (23:53) | Kiel Center, St. Louis, Missouri Zuschauer: 20.516 |

| 23. April 1996 | St. Louis Blues Shayne Corson (8:42) Shayne Corson (20:45) Brett Hull (39:54) Brian Noonan (47:02) Brian Noonan (56:11) | 5:1 (1:0, 2:0, 2:1) Spielbericht Stand: 3:1 | Toronto Maple Leafs Kirk Muller (57:32) | Kiel Center, St. Louis, Missouri Zuschauer: 20.105 |

| 25. April 1996 | Toronto Maple Leafs Mike Gartner (10:42) Doug Gilmour (11:55) Todd Warriner (14:42) Mike Gartner (38:04) Mike Gartner (67:31) | 5:4 n. V. (3:2, 1:1, 0:1, 1:0) Spielbericht Stand: 2:3 | St. Louis Blues Shayne Corson (2:31) Chris Pronger (6:42) Peter Zezel (22:33) Al MacInnis (59:47) | Maple Leaf Gardens, Toronto, Ontario Zuschauer: 15.746 |

| 27. April 1996 | St. Louis Blues Al MacInnis (41:40) Steve Leach (54:03) | 2:1 (0:0, 0:1, 2:0) Spielbericht Stand: 4:2 | Toronto Maple Leafs Wendel Clark (27:55) | Kiel Center, St. Louis, Missouri Zuschauer: 20.777 |

## Conference-Halbfinale

### Eastern Conference

#### (1) Philadelphia Flyers – (4) Florida Panthers
| 2. Mai 1996 | Philadelphia Flyers | 0:2 (0:0, 0:1, 0:1) Spielbericht Stand: 0:1 | Florida Panthers Stu Barnes (25:56) Dave Lowry (55:50) | CoreStates Spectrum, Philadelphia, Pennsylvania Zuschauer: 17.380 |

| 4. Mai 1996 | Philadelphia Flyers Karl Dykhuis (24:47) John LeClair (35:39) Eric Lindros (49:11) | 3:2 (0:1, 2:0, 1:1) Spielbericht Stand: 1:1 | Florida Panthers Ray Sheppard (19:37) Dave Lowry (44:36) | CoreStates Spectrum, Philadelphia, Pennsylvania Zuschauer: 17.380 |

| 7. Mai 1996 | Florida Panthers Paul Laus (27:34) | 1:3 (0:2, 1:0, 0:1) Spielbericht Stand: 1:2 | Philadelphia Flyers Dan Quinn (16:19) Eric Lindros (17:13) Trent Klatt (46:36) | Miami Arena, Miami, Florida Zuschauer: 14.703 |

| 9. Mai 1996 | Florida Panthers Rob Niedermayer (1:02) Rob Niedermayer (8:23) Stu Barnes (39:54) Dave Lowry (64:06) | 4:3 n. V. (2:0, 1:2, 0:1, 1:0) Spielbericht Stand: 2:2 | Philadelphia Flyers Mikael Renberg (36:18) Rod Brind’Amour (37:36) Mikael Renberg (58:53) | Miami Arena, Miami, Florida Zuschauer: 14.703 |

| 12. Mai 1996 | Philadelphia Flyers Eric Lindros (27:02) | 1:2 n. V. (0:0, 1:0, 0:1, 0:0, 0:1) Spielbericht Stand: 2:3 | Florida Panthers Stu Barnes (42:39) Mike Hough (88:05) | CoreStates Spectrum, Philadelphia, Pennsylvania Zuschauer: 17.380 |

| 14. Mai 1996 | Florida Panthers Bill Lindsay (14:54) Rob Niedermayer (42:55) Dave Lowry (51:12) Johan Garpenlöv (58:35) | 4:1 (1:0, 0:0, 3:1) Spielbericht Stand: 4:2 | Philadelphia Flyers John LeClair (55:43) | Miami Arena, Miami, Florida Zuschauer: 14.703 |

#### (2) Pittsburgh Penguins – (3) New York Rangers
| 3. Mai 1996 | Pittsburgh Penguins Jaromír Jágr (25:51) Jaromír Jágr (36:32) Dave Roche (47:44) Mario Lemieux (52:43) | 4:3 (0:0, 2:1, 2:2) Spielbericht Stand: 1:0 | New York Rangers Niklas Sundström (33:52) Pat Verbeek (43:33) Mark Messier (46:44) | Civic Arena, Pittsburgh, Pennsylvania Zuschauer: 17.181 |

| 5. Mai 1996 | Pittsburgh Penguins Mario Lemieux (26:21) Bryan Smolinski (46:27) Jaromír Jágr (54:19) | 3:6 (0:2, 1:3, 2:1) Spielbericht Stand: 1:1 | New York Rangers Luc Robitaille (5:10) Bill Berg (17:26) Alexei Kowaljow (21:25) Mark Messier (26:33) Pat Verbeek (35:17) Jari Kurri (59:20) | Civic Arena, Pittsburgh, Pennsylvania Zuschauer: 17.181 |

| 7. Mai 1996 | New York Rangers Shane Churla (23:02) Niklas Sundström (23:36) | 2:3 (0:3, 2:0, 0:0) Spielbericht Stand: 1:2 | Pittsburgh Penguins Mario Lemieux (6:33) Mario Lemieux (10:18) Tomas Sandström (15:25) | Madison Square Garden, New York City, New York Zuschauer: 18.200 |

| 9. Mai 1996 | New York Rangers Adam Graves (26:28) | 1:4 (0:1, 1:1, 0:2) Spielbericht Stand: 1:3 | Pittsburgh Penguins Jaromír Jágr (4:35) Petr Nedvěd (21:27) Glen Murray (52:19) Mario Lemieux (59:31) | Madison Square Garden, New York City, New York Zuschauer: 18.200 |

| 11. Mai 1996 | Pittsburgh Penguins Mario Lemieux (11:49) Jaromír Jágr (22:35) Mario Lemieux (29:53) Jaromír Jágr (35:04) Jaromír Jágr (39:47) Bryan Smolinski (47:23) Mario Lemieux (55:14) | 7:3 (1:0, 4:3, 2:0) Spielbericht Stand: 4:1 | New York Rangers Mark Messier (25:50) Sergio Momesso (30:39) Niklas Sundström (33:26) | Civic Arena, Pittsburgh, Pennsylvania Zuschauer: 17.355 |

### Western Conference

#### (1) Detroit Red Wings – (5) St. Louis Blues
| 3. Mai 1996 | Detroit Red Wings Dino Ciccarelli (15:17) Darren McCarty (38:21) Sergei Fjodorow (57:54) | 3:2 (1:0, 1:1, 1:1) Spielbericht Stand: 1:0 | St. Louis Blues Shayne Corson (31:03) Brett Hull (42:19) | Joe Louis Arena, Detroit, Michigan Zuschauer: 19.983 |

| 5. Mai 1996 | Detroit Red Wings Steve Yzerman (3:40) Wladimir Konstantinow (4:45) Nicklas Lidström (7:02) Darren McCarty (11:41) Martin Lapointe (15:40) Nicklas Lidström (46:19) Steve Yzerman (57:56) Marc Bergevin (59:35) | 8:3 (5:1, 0:1, 3:1) Spielbericht Stand: 2:0 | St. Louis Blues Shayne Corson (13:27) Peter Zezel (22:48) Adam Creighton (48:03) | Joe Louis Arena, Detroit, Michigan Zuschauer: 19.983 |

| 8. Mai 1996 | St. Louis Blues Al MacInnis (4:43) Brian Noonan (5:05) Shayne Corson (7:58) Tony Twist (48:46) Igor Krawtschuk (63:23) | 5:4 n. V. (3:1, 0:2, 1:1, 1:0) Spielbericht Stand: 1:2 | Detroit Red Wings Wladimir Konstantinow (1:34) Steve Yzerman (22:57) Steve Yzerman (28:56) Steve Yzerman (43:08) | Kiel Center, St. Louis, Missouri Zuschauer: 20.796 |

| 10. Mai 1996 | St. Louis Blues Wayne Gretzky (24:40) | 1:0 (0:0, 1:0, 0:0) Spielbericht Stand: 2:2 | Detroit Red Wings | Kiel Center, St. Louis, Missouri Zuschauer: 20.796 |

| 12. Mai 1996 | Detroit Red Wings Kris Draper (23:05) Wjatscheslaw Koslow (50:23) | 2:3 (0:1, 1:1, 1:1) Spielbericht Stand: 2:3 | St. Louis Blues Brett Hull (5:15) Wayne Gretzky (38:46) Juri Chmyljow (49:11) | Joe Louis Arena, Detroit, Michigan Zuschauer: 19.983 |

| 14. Mai 1996 | St. Louis Blues Steve Leach (55:13) Brett Hull (56:12) | 2:4 (0:2, 0:0, 2:2) Spielbericht Stand: 3:3 | Detroit Red Wings Igor Larionow (10:17) Kris Draper (14:06) Dino Ciccarelli (49:15) Nicklas Lidström (59:31) | Kiel Center, St. Louis, Missouri Zuschauer: 20.796 |

| 16. Mai 1996 | Detroit Red Wings Steve Yzerman (81:15) | 1:0 n. V. (0:0, 0:0, 0:0, 0:0, 1:0) Spielbericht Stand: 4:3 | St. Louis Blues | Joe Louis Arena, Detroit, Michigan Zuschauer: 19.983 |

#### (2) Colorado Avalanche – (3) Chicago Blackhawks
| 2. Mai 1996 | Colorado Avalanche Claude Lemieux (23:10) Joe Sakic (24:25) | 2:3 n. V. (0:1, 2:0, 0:1, 0:1) Spielbericht Stand: 0:1 | Chicago Blackhawks Enrico Ciccone (2:02) Murray Craven (41:58) Jeremy Roenick (66:29) | McNichols Sports Arena, Denver, Colorado Zuschauer: 16.061 |

| 4. Mai 1996 | Colorado Avalanche Waleri Kamenski (11:38) Craig Wolanin (12:48) Joe Sakic (13:41) Uwe Krupp (16:22) Adam Deadmarsh (35:14) | 5:1 (4:1, 1:0, 0:0) Spielbericht Stand: 1:1 | Chicago Blackhawks Tony Amonte (4:28) | McNichols Sports Arena, Denver, Colorado Zuschauer: 16.061 |

| 6. Mai 1996 | Chicago Blackhawks Gary Suter (10:39) Joe Murphy (39:23) Jeremy Roenick (46:48) Sergei Kriwokrassow (60:46) | 4:3 n. V. (1:0, 1:3, 1:0, 1:0) Spielbericht Stand: 2:1 | Colorado Avalanche Peter Forsberg (24:31) Mike Ricci (32:53) Joe Sakic (38:37) | United Center, Chicago, Illinois Zuschauer: 20.797 |

| 8. Mai 1996 | Chicago Blackhawks Gary Suter (24:40) Jeff Shantz (46:15) | 2:3 n. V. (0:0, 1:1, 1:1, 0:0, 0:0, 0:1) Spielbericht Stand: 2:2 | Colorado Avalanche Joe Sakic (21:41) Waleri Kamenski (43:49) Joe Sakic (104:33) | United Center, Chicago, Illinois Zuschauer: 22.454 |

| 11. Mai 1996 | Colorado Avalanche Chris Simon (14:33) Waleri Kamenski (32:37) Scott Young (45:19) Waleri Kamenski (56:43) | 4:1 (1:0, 1:0, 2:1) Spielbericht Stand: 3:2 | Chicago Blackhawks Jeremy Roenick (54:42) | McNichols Sports Arena, Denver, Colorado Zuschauer: 16.061 |

| 13. Mai 1996 | Chicago Blackhawks Denis Savard (12:10) Bernie Nicholls (39:36) Joe Murphy (59:00) | 3:4 n. V. (1:1, 1:0, 1:2, 0:0, 0:1) Spielbericht Stand: 2:4 | Colorado Avalanche Waleri Kamenski (4:55) Joe Sakic (41:29) Waleri Kamenski (47:02) Sandis Ozoliņš (85:18) | United Center, Chicago, Illinois Zuschauer: 21.356 |

## Conference-Finale

### Eastern Conference

#### (2) Pittsburgh Penguins – (4) Florida Panthers
| 18. Mai 1996 | Pittsburgh Penguins Kevin Miller (47:03) | 1:5 (0:2, 0:1, 1:2) Spielbericht Stand: 0:1 | Florida Panthers Dave Lowry (1:52) Tom Fitzgerald (16:11) Tom Fitzgerald (27:12) Dave Lowry (55:41) Scott Mellanby (58:48) | Civic Arena, Pittsburgh, Pennsylvania Zuschauer: 17.355 |

| 20. Mai 1996 | Pittsburgh Penguins Sergei Subow (27:21) Jaromír Jágr (33:57) Mario Lemieux (48:12) | 3:2 (0:0, 2:0, 1:2) Spielbericht Stand: 1:1 | Florida Panthers Ray Sheppard (40:29) Bill Lindsay (52:19) | Civic Arena, Pittsburgh, Pennsylvania Zuschauer: 17.181 |

| 24. Mai 1996 | Florida Panthers Ray Sheppard (1:46) Radek Dvořák (23:51) Stu Barnes (40:55) Stu Barnes (44:55) Martin Straka (47:37) | 5:2 (1:1, 1:1, 3:0) Spielbericht Stand: 2:1 | Pittsburgh Penguins Bryan Smolinski (16:02) Petr Nedvěd (20:27) | Miami Arena, Miami, Florida Zuschauer: 14.703 |

| 26. Mai 1996 | Florida Panthers Dave Lowry (32:50) | 1:2 (0:0, 1:0, 0:2) Spielbericht Stand: 2:2 | Pittsburgh Penguins Brad Lauer (48:57) Bryan Smolinski (56:29) | Miami Arena, Miami, Florida Zuschauer: 14.703 |

| 28. Mai 1996 | Pittsburgh Penguins Jean-Jacques Daigneault (8:48) Petr Nedvěd (38:27) Tomas Sandström (58:42) | 3:0 (1:0, 1:0, 1:0) Spielbericht Stand: 3:2 | Florida Panthers | Civic Arena, Pittsburgh, Pennsylvania Zuschauer: 17.355 |

| 30. Mai 1996 | Florida Panthers Scott Mellanby (7:45) Bill Lindsay (34:56) Martin Straka (49:35) Rob Niedermayer (53:57) | 4:3 (1:0, 1:2, 2:1) Spielbericht Stand: 3:3 | Pittsburgh Penguins Kevin Miller (21:55) Joe Dziedzic (30:16) Tomas Sandström (52:17) | Miami Arena, Miami, Florida Zuschauer: 14.703 |

| 1. Juni 1996 | Pittsburgh Penguins Petr Nedvěd (41:23) | 1:3 (0:1, 0:0, 1:2) Spielbericht Stand: 3:4 | Florida Panthers Mike Hough (13:13) Tom Fitzgerald (46:18) Johan Garpenlöv (57:23) | Civic Arena, Pittsburgh, Pennsylvania Zuschauer: 17.355 |

### Western Conference

#### (1) Detroit Red Wings – (2) Colorado Avalanche
| 19. Mai 1996 | Detroit Red Wings Paul Coffey (6:00) Paul Coffey (45:33) | 2:3 n. V. (1:0, 0:1, 1:1, 0:1) Spielbericht Stand: 0:1 | Colorado Avalanche Stéphane Yelle (20:44) Adam Deadmarsh (41:34) Mike Keane (77:31) | Joe Louis Arena, Detroit, Michigan Zuschauer: 19.957 |

| 21. Mai 1996 | Detroit Red Wings | 0:3 (0:1, 0:2, 0:0) Spielbericht Stand: 0:2 | Colorado Avalanche Joe Sakic (11:36) Warren Rychel (25:45) Sandis Ozoliņš (28:03) | Joe Louis Arena, Detroit, Michigan Zuschauer: 19.983 |

| 23. Mai 1996 | Colorado Avalanche Claude Lemieux (15:37) Sandis Ozoliņš (25:56) Adam Foote (39:44) Adam Deadmarsh (39:51) | 4:6 (1:2, 3:3, 0:1) Spielbericht Stand: 2:1 | Detroit Red Wings Darren McCarty (9:22) Nicklas Lidström (10:31) Dino Ciccarelli (25:36) Wladimir Konstantinow (35:34) Igor Larionow (37:41) Nicklas Lidström (40:32) | McNichols Sports Arena, Denver, Colorado Zuschauer: 16.061 |

| 25. Mai 1996 | Colorado Avalanche Adam Deadmarsh (16:23) Joe Sakic (27:20) Uwe Krupp (43:25) Peter Forsberg (59:58) | 4:2 (1:0, 1:1, 2:1) Spielbericht Stand: 3:1 | Detroit Red Wings Dino Ciccarelli (24:17) Doug Brown (54:02) | McNichols Sports Arena, Denver, Colorado Zuschauer: 16.061 |

| 27. Mai 1996 | Detroit Red Wings Wjatscheslaw Koslow (11:35) Igor Larionow (12:39) Sergei Fjodorow (24:18) Doug Brown (32:15) Greg Johnson (39:28) | 5:2 (2:0, 3:2, 0:0) Spielbericht Stand: 2:3 | Colorado Avalanche Mike Ricci (22:10) Mike Ricci (28:00) | Joe Louis Arena, Detroit, Michigan Zuschauer: 19.983 |

| 29. Mai 1996 | Colorado Avalanche Joe Sakic (11:57) Joe Sakic (25:55) Mike Ricci (27:51) Peter Forsberg (36:44) | 4:1 (1:1, 3:0, 0:0) Spielbericht Stand: 4:2 | Detroit Red Wings Paul Coffey (15:36) | McNichols Sports Arena, Denver, Colorado Zuschauer: 16.061 |

## Stanley-Cup-Finale

### (W2) Colorado Avalanche – (E4) Florida Panthers
| 4. Juni 1996 | Colorado Avalanche Scott Young (30:32) Mike Ricci (32:21) Uwe Krupp (34:21) | 3:1 (0:1, 3:0, 0:0) Spielbericht Stand: 1:0 | Florida Panthers Tom Fitzgerald (16:51) | McNichols Sports Arena, Denver, Colorado Zuschauer: 16.061 |

| 6. Juni 1996 | Colorado Avalanche Peter Forsberg (4:11) René Corbet (10:43) Peter Forsberg (13:46) Peter Forsberg (15:05) René Corbet (24:37) Waleri Kamenski (25:08) Jon Klemm (30:03) Jon Klemm (57:28) | 8:1 (4:1, 3:0, 1:0) Spielbericht Stand: 2:0 | Florida Panthers Stu Barnes (7:52) | McNichols Sports Arena, Denver, Colorado Zuschauer: 16.061 |

| 8. Juni 1996 | Florida Panthers Ray Sheppard (9:14) Rob Niedermayer (11:19) | 2:3 (2:1, 0:2, 0:0) Spielbericht Stand: 0:3 | Colorado Avalanche Claude Lemieux (2:44) Mike Keane (21:38) Joe Sakic (23:00) | Miami Arena, Miami, Florida Zuschauer: 14.703 |

| 10. Juni 1996 | Florida Panthers | 0:1 n. V. (0:0, 0:0, 0:0, 0:0, 0:0, 0:1) Spielbericht Stand: 0:4 | Colorado Avalanche Uwe Krupp (104:31) | Miami Arena, Miami, Florida Zuschauer: 14.703 |

### Stanley-Cup-Sieger
Der Stanley-Cup-Sieger Colorado Avalanche ließ traditionell insgesamt 40 Personen, davon 24 Spieler sowie einige Funktionäre, darunter der Trainerstab und das Management, auf den Sockel der Trophäe eingravieren. Unter den Funktionären waren auch der Assistenztrainer Joel Quenneville und Michel Goulet. Für die Spieler gilt dabei, dass sie entweder 41 Partien für die Mannschaft in der regulären Saison bestritten haben sollten oder eine Partie in der Finalserie.
Die 24 Spieler Colorados setzen sich aus zwei Torhütern, acht Verteidigern und 14 Angreifern zusammen. Im Kader der Avalanche standen fünf Europäer. Der Lette Sandis Ozoliņš und der Deutsche Uwe Krupp waren die jeweils ersten Spieler ihres Landes, die den Stanley Cup gewinnen konnten. Ein Fehler unterlief beim Gravieren des Pokals: Adam Deadmarsh wurde Deadmarch geschrieben. Erstmals wurde ein derartiger Fehler auf dem Originalpokal nachträglich berichtigt.
| Stanley-Cup-Sieger Colorado Avalanche | Torhüter: Stéphane Fiset, Patrick Roy Verteidiger: Adam Foote, Alexei Gussarow, Jon Klemm, Uwe Krupp, Sylvain Lefebvre, Curtis Leschyshyn, Sandis Ozoliņš, Craig Wolanin Angreifer: René Corbet, Adam Deadmarsh, Peter Forsberg, Dave Hannan, Waleri Kamenski, Mike Keane, Claude Lemieux, Troy Murray, Mike Ricci, Warren Rychel, Joe Sakic (C), Chris Simon, Stéphane Yelle, Scott Young Cheftrainer: Marc Crawford General Manager: Pierre Lacroix |

## Beste Scorer
Abkürzungen: GP = Spiele, G = Tore, A = Assists, Pts = Punkte, +/− = Plus/Minus, PIM = Strafminuten; Fett: Bestwert
| Spieler         | Team       | GP | G  | A  | Pts | +/− | PIM |
| --------------- | ---------- | -- | -- | -- | --- | --- | --- |
| Joe Sakic       | Colorado   | 22 | 18 | 16 | 34  | +10 | 14  |
| Mario Lemieux   | Pittsburgh | 18 | 11 | 16 | 27  | +3  | 33  |
| Jaromír Jágr    | Pittsburgh | 18 | 11 | 12 | 23  | +7  | 18  |
| Waleri Kamenski | Colorado   | 22 | 10 | 12 | 22  | +11 | 28  |
| Peter Forsberg  | Colorado   | 22 | 10 | 11 | 21  | +10 | 18  |
| Petr Nedvěd     | Pittsburgh | 18 | 10 | 10 | 20  | +3  | 16  |
| Steve Yzerman   | Detroit    | 18 | 8  | 12 | 20  | −1  | 4   |
| Sergei Fjodorow | Detroit    | 19 | 2  | 18 | 20  | +8  | 10  |
| Sandis Ozoliņš  | Colorado   | 22 | 5  | 14 | 19  | +5  | 16  |
| Dave Lowry      | Florida    | 22 | 10 | 7  | 17  | +8  | 39  |

Die Plus/Minus-Statistik führte Alexei Gussarow von der Colorado Avalanche mit +13 an.

## Beste Torhüter
Die kombinierte Tabelle zeigt die jeweils drei besten Torhüter in den Kategorien Gegentorschnitt und Fangquote sowie die jeweils Führenden in den Kategorien Shutouts und Siege.
Abkürzungen: GP = Spiele, Min = Eiszeit (in Minuten), W = Siege, L = Niederlagen, GA = Gegentore, SO = Shutouts, Sv% = gehaltene Schüsse (in %), GAA = Gegentorschnitt; Fett: Bestwert; Sortiert nach Gegentorschnitt.
 Erfasst werden nur Torhüter mit 180 absolvierten Spielminuten.
| Spieler            | Team       | GP | Min     | W  | L  | GA | SO | Sv%  | GAA  |
| ------------------ | ---------- | -- | ------- | -- | -- | -- | -- | ---- | ---- |
| Olaf Kölzig        | Washington | 5  | 341:06  | 2  | 3  | 11 | 0  | 93,4 | 1,93 |
| Rick Tabaracci     | Calgary    | 3  | 204:09  | 0  | 3  | 7  | 0  | 91,7 | 2,06 |
| Ed Belfour         | Chicago    | 9  | 665:54  | 6  | 3  | 23 | 1  | 92,9 | 2,07 |
| Patrick Roy        | Colorado   | 22 | 1453:53 | 16 | 6  | 51 | 3  | 92,1 | 2,10 |
| John Vanbiesbrouck | Florida    | 22 | 1331:31 | 12 | 10 | 50 | 1  | 93,2 | 2,25 |
| Ken Wregget        | Pittsburgh | 9  | 598:47  | 7  | 2  | 23 | 0  | 93,0 | 2,30 |